# Europeiska unionens råd
Europeiska unionens råd, eller enbart rådet (latin: Consilium) och informellt ministerrådet, är den ena lagstiftande institutionen inom Europeiska unionen; den andra är Europaparlamentet. Rådet består av en minister från varje medlemsstat och företräder medlemsstaterna på europeisk nivå. Rådet kan förenklat liknas vid ett överhus i ett tvåkammarsystem.
Rådet ansvarar för att lagstifta och anta unionens årliga budget tillsammans med Europaparlamentet. Lagförslag läggs i regel fram av Europeiska kommissionen och måste godkännas av både parlamentet och rådet för att antas. Rådet ansvarar även för att fastställa delar av unionens politik och fungera samordnande mellan medlemsstaternas regeringar.
Rådet är organiserat i olika konstellationer beroende på vilken sakfråga som ska diskuteras. Varje konstellation samlar ministrarna för den sakfråga som ska avgöras; till exempel består rådet för miljö av unionens miljöministrar. Ordförandeskapet roterar mellan medlemsstaterna på halvårsbasis. Varje rådskonstellation leds av ministern från den medlemsstat som utövar ordförandeskapet, utom i rådet för utrikes frågor, som istället leds av den höga representanten för utrikes frågor och säkerhetspolitik. Rådet har sitt säte i Bryssel, Belgien, men sammanträder i Luxemburg under april, juni och oktober.

## Historia
Det första rådet inom Europeiska gemenskaperna bildades den 23 juli 1952 i samband med upprättandet av Europeiska kol- och stålgemenskapen (EKSG) för att verka som en motvikt till Höga myndigheten – Europeiska kommissionens föregångare och gemenskapens överstatliga verkställande institution. Det ursprungliga rådet hade begränsade befogenheter eftersom kol- och stålfrågor låg i stort sett helt inom Höga myndighetens befogenhetsområde. Endast i andra frågor krävdes rådets godkännande. Rådets funktion bestod därför i huvudsak av att granska Höga myndighetens arbete. 1958 bildades två nya gemenskaper, Europeiska ekonomiska gemenskapen (EEG) och Europeiska atomenergigemenskapen (Euratom). I samband med detta bildades två nya råd; ett för varje gemenskap. På grund av motståndet till Höga myndighetens överstatlighet, hade dessa råd betydligt mer långtgående befogenheter på bekostnad av de nya verkställande organen, som kallades ”kommissioner”.

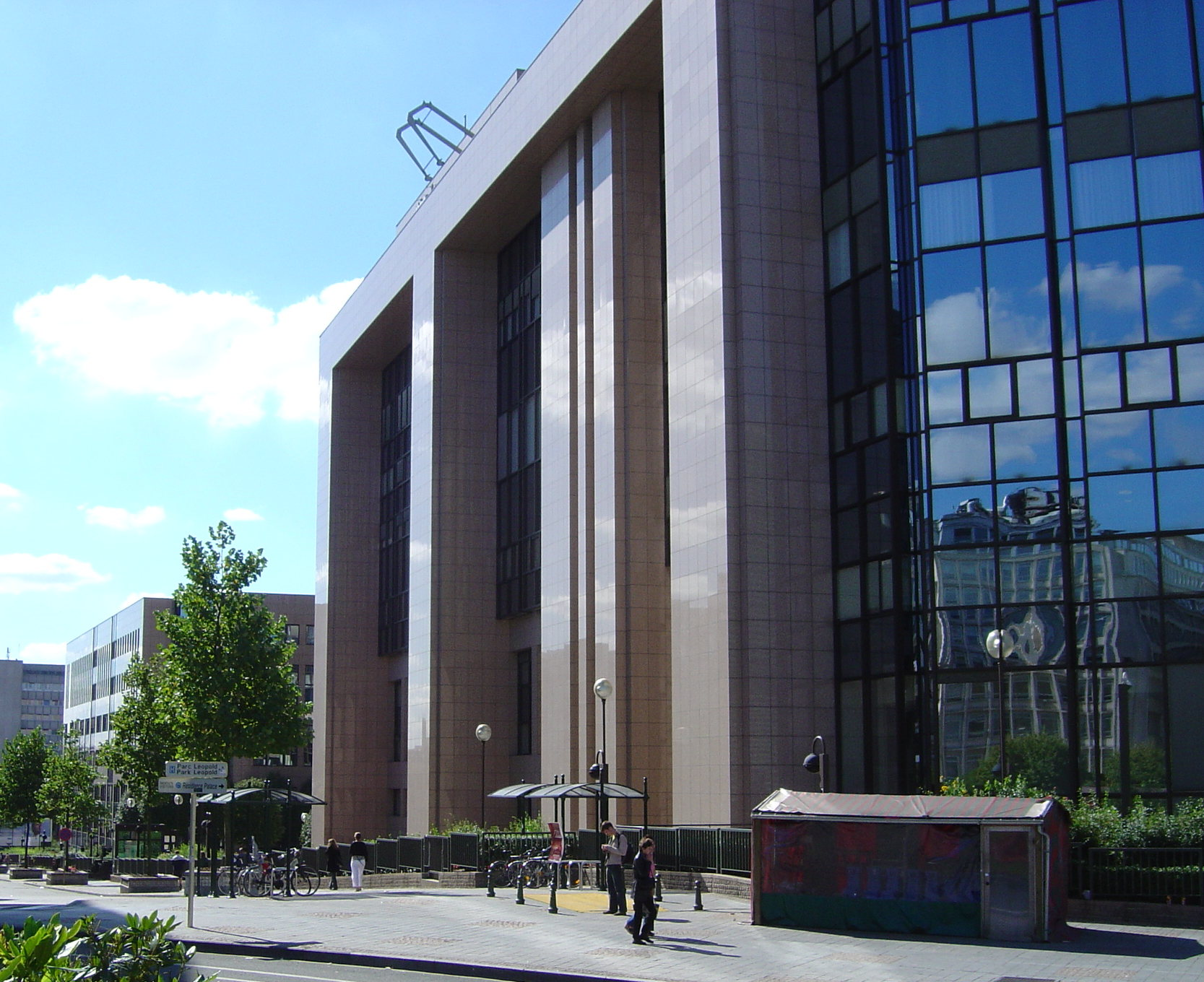
Rådets sekretariat i Bryssel, Belgien.

1965 drabbades råden av deras dittills största kris, ”den tomma stolens kris”. På grund av oenighet mellan Frankrikes president Charles de Gaulle och kommissionen om en reform av den gemensamma jordbrukspolitiken bojkottade Frankrike alla rådssammanträden. Följaktligen paralyserades rådens arbete och möjligheterna att fatta beslut begränsades. Krisen löstes först året därpå när medlemsstaterna enades om den så kallade Luxemburgkompromissen, som innebar att alla beslut som ansågs vara av stort nationellt intresse för någon av medlemsstaterna skulle fattas med enhällighet, även i de fall då fördragen föreskrev kvalificerad majoritet.
Med fusionsfördraget 1967 slogs de tre parallella råden ihop till ett enda råd för Europeiska gemenskaperna. 1993 erhöll rådet sitt nuvarande namn, ”Europeiska unionens råd”, till följd av upprättandet av Europeiska unionen genom Maastrichtfördraget. Fördraget stärkte rådet med ytterligare mellanstatliga befogenheter genom inrättandet av unionens tre pelare. Samtidigt stärktes å andra sidan Europaparlamentets och kommissionens befogenheter inom den första pelaren, Europeiska gemenskaperna.
Genom Lissabonfördraget, som trädde i kraft den 1 december 2009, avskaffades pelarstrukturen och ytterligare befogenheter tilldelades Europaparlamentet. Fördraget innebar också att rådets höga representant slogs samman med kommissionsledamoten för utrikes förbindelser. Den nya höga representanten för utrikes frågor och säkerhetspolitik övertog ordförandeskapet i rådet för utrikes frågor. Europeiska rådet blev samtidigt formellt en separat institution från rådet och de olika rådskonstellationerna omnämndes för första gången i ett fördrag. Samtidigt gav Lissabonfördraget kommissionen dess verkställande befogenheter direkt, istället för att som tidigare vara formellt delegerade från rådet.
Rådets utveckling har präglats av Europaparlamentets gradvis ökade befogenheter, som rådet måste ta hänsyn till vid lagstiftningsförfaranden. Parlamentet har ofta opponerat sig mot rådets beslut. Detta har i vissa fall lett till konflikter mellan de båda institutionerna, med rådets mellanstatliga system i motsats till unionens gradvis utvecklade parlamentariska system och överstatliga principer.

## Sammansättning och funktionssätt
Europeiska unionens råd är en av Europeiska unionens institutioner. Dess sammansättning och funktionssätt regleras av fördraget om Europeiska unionen och fördraget om Europeiska unionens funktionssätt. Rådet antar med absolut majoritet en arbetsordning, som fastställer ytterligare bestämmelser om dess funktionssätt. Utöver dessa bestämmelser kan rådet sluta interinstitutionella avtal med Europaparlamentet och Europeiska kommissionen. Dessa avtal reglerar de tre institutionernas ömsesidiga arbets- och funktionssätt inom ramen för vad fördragen tillåter.
Rådet består av en företrädare på ministernivå för varje medlemsstat. Det sammanträder efter kallelse av sin ordförande. I regel deltar även företrädare för kommissionen och, om frågor som rör den gemensamma monetära politiken ska behandlas, Europeiska centralbanken vid sammanträdena. På grund av den stora spännvidden av olika frågor som behandlas, är rådet organiserat i konstellationer som ansvarar för olika politikområden. Alla förslag bereds av kommittéer och arbetsgrupper inom rådet, innan de slutligen bereds av Ständiga representanternas kommitté (Coreper). Först efter att Coreper har behandlat ett ärende, tas det upp i en rådskonstellation. Utöver företrädarna för medlemsstaternas regeringar är även företrädare för Europeiska kommissionen närvarande genom hela beredningsprocessen. Så länge rådet inte har fattat något beslut, har kommissionen möjlighet att ändra i sitt lagförslag.

### Ordförandeskapet
Enligt fördraget om Europeiska unionen ska ordförandeskapet för andra konstellationer än utrikes frågor rotera mellan rådsmedlemmarna på lika villkor, så att alla medlemsstater innehar ordförandeskapet lika ofta. De exakta bestämmelserna antas av Europeiska rådet med kvalificerad majoritet. Sedan den 1 januari 2007 innehas ordförandeskapet av tre medlemsstater i taget för en period av 18 månader. Medlemsstaterna sätts samman av rådet i sådana grupper med hänsyn till deras ”olikartade karaktär” och geografiska spridning. Inom varje grupp roterar ordförandeskapet, så att varje medlemsstat får inneha det under sex månader. Under denna tid bistår de andra två medlemsstaterna i samma grupp ordförandeskapet i dess arbete. Turordningen mellan medlemsstaterna fram till och med den 31 december 2030 är fastställd av rådet. Senast den 31 december 2029 måste rådet fastställa turordningen från och med den 1 januari 2031. Ordförandeskapet i rådets kommittéer och andra förberedande organ innehas normalt av en företrädare för ordförandeskapet i den konstellation som det förberedande organet tillhör. I rådet för utrikes frågor innehas ordförandeskapet av den höga representanten för utrikes frågor och säkerhetspolitik. Ordföranden för en rådskonstellation företräder rådet i andra sammanhang, till exempel i Europaparlamentet.

### Konstellationer
Europeiska unionens råd är organiserat i tio olika konstellationer, men dessa utgör fortfarande tillsammans en enda institution och inte separata organ. Den 1 december 2009 fastställde rådet för allmänna frågor att rådskonstellationerna skulle vara följande:
- rådet för allmänna frågor
- rådet för utrikes frågor
- rådet för ekonomiska och finansiella frågor
- rådet för rättsliga och inrikes frågor
- rådet för sysselsättning, socialpolitik, hälso- och sjukvård samt konsumentfrågor
- rådet för konkurrenskraft
- rådet för transport, telekommunikation och energi
- rådet för jordbruk och fiske
- rådet för miljö
- rådet för utbildning, ungdom, kultur och idrott

De två förstnämnda konstellationerna omnämns i unionens fördrag och ska enligt dessa fördrag utöva vissa fastställda funktioner. Rådet för allmänna frågor ska ”säkerställa samstämmigheten i de olika rådskonstellationernas arbete” och bereda Europeiska rådets sammanträden tillsammans med Europeiska rådets ordförande och Europeiska kommissionen. Rådet för utrikes frågor utformar unionens yttre åtgärder enligt de strategiska riktlinjer som Europeiska rådet fastställer. Enligt Lissabonfördraget är det Europeiska rådet som med kvalificerad majoritet ansvarar för att fastställa vilka konstellationer som ska finnas utöver allmänna frågor och utrikes frågor, men genom en övergångsbestämmelse kunde rådet självt fatta detta beslut med enkel majoritet fram till dess att Europeiska rådet gjorde det. Antalet konstellationer har varierat över tiden. Ursprungligen fanns endast tre konstellationer: rådet för allmänna frågor, rådet för ekonomiska och finansiella frågor samt rådet för jordbruk och fiske. Under 1990-talet uppgick antalet till totalt 22, men minskade i början av 2000-talet för att vid Lissabonfördragets ikraftträdande den 1 december 2009 uppgå till tio.

#### Rådsmedlemmar
Rådsmedlemmarna i Europeiska unionens råd består av en företrädare på ministernivå för varje medlemsstat. Varje företrädare måste ha befogenhet att ingå bindande avtal för regeringen i den medlemsstat som han eller hon företräder. Utöver det specificerar inte fördragen vem som ska företräda medlemsstaterna. Vanligtvis består rådsmedlemmarna av ministrar inom det fackområde som ska diskuteras, men i undantagsfall förekommer såväl statssekreterare som ständiga representanter. Vid en och samma rådskonstellation kan flera olika företrädare för en viss medlemsstat förekomma. Till exempel kan både ekonomi- och finansministrar förekomma i rådet för ekonomiska och finansiella frågor.

### Kommittéer och arbetsgrupper

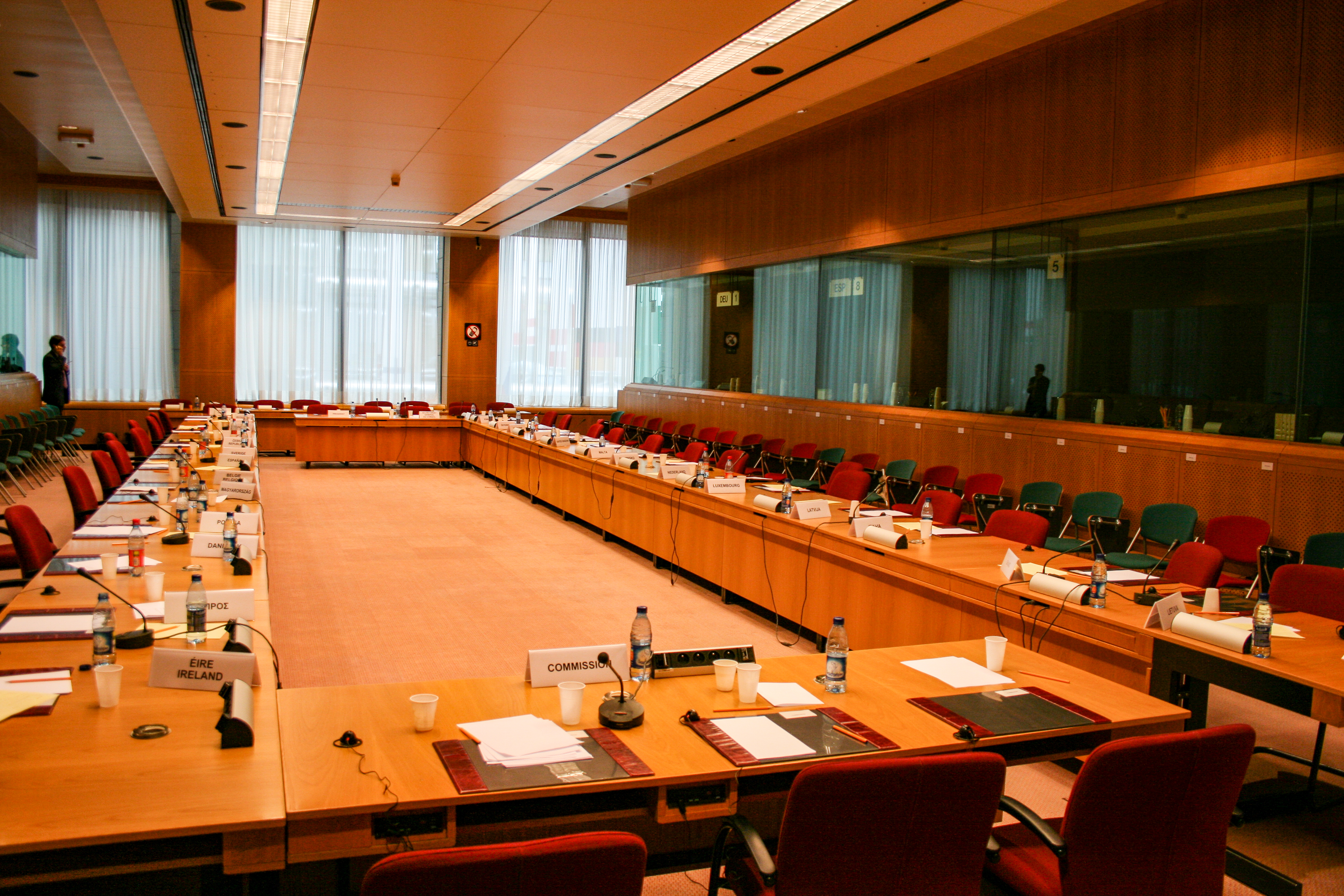
En av lokalerna som vissa arbetsgrupper sammanträder i.

Arbetet i rådet bereds i dess kommittéer och arbetsgrupper. Den viktigaste kommittén är Ständiga representanternas kommitté (Coreper), bestående av varje medlemsstats ständiga representant och biträdande ständiga representant vid unionen. Corepers arbete bereds i sin tur av ungefär 150 olika kommittéer och arbetsgrupper, bestående av företrädare för medlemsstaternas regeringar samt Europeiska kommissionen. Dessa kommittéer och arbetsgrupper förhandlar om de tekniska detaljerna kring olika politiska förslag. Genom unionens fördrag har följande kommittéer inrättats: ekonomiska och finansiella kommittén, sysselsättningskommittén, handelspolitiska kommittén, kommittén för utrikes- och säkerhetspolitik, ständiga kommittén för operativt samarbete i frågor som rör den inre säkerheten samt kommittén för socialt skydd. Dessa kommittéers arbete regleras av deras respektive stadgor, som fastställs av rådet efter samråd med kommissionen. Särskilda jordbrukskommittén har inrättats i enlighet med ett beslut av företrädarna för medlemsstaternas regeringar den 12 maj 1960. Därutöver har ett antal kommittéer inrättats genom rättsakter. Inom varje rådskonstellation finns ett antal arbetsgrupper som ansvarar för var sitt specifika politikområde. Till exempel finns det arbetsgrupper inom rådet för utrikes frågor som ansvarar för relationen med olika delar av omvärlden.

#### Ständiga representanternas kommitté

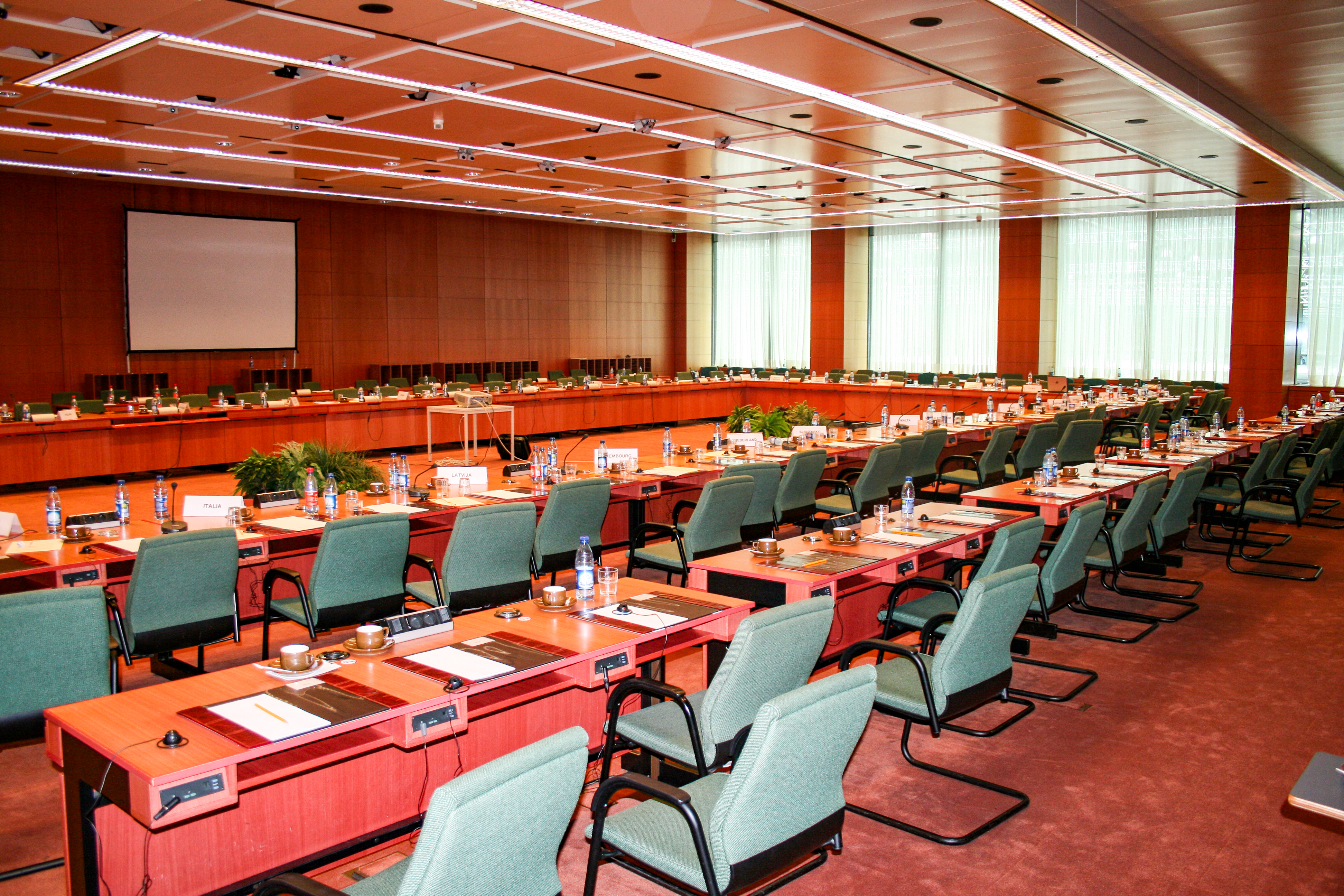
En lokal som de ständiga representanterna sammanträder i.

Alla kommittéer och arbetsgrupper som bereder lagförslag, utom särskilda jordbrukskommittén, överlämnar slutligen sina ärenden till Ständiga representanternas kommitté (Coreper), som är sista beredningsinstans innan ett ärende tas upp i rådet. Kommittén består egentligen av två olika konstellationer: Coreper II ansvarar för allmänna frågor, utrikes frågor, ekonomiska och finansiella frågor samt rättsliga och inrikes frågor, medan Coreper I ansvarar för övriga politikområden. I Coreper II ingår de ständiga representanterna, ”EU-ambassadörerna”, medan de biträdande ständiga representanterna ingår i Coreper I. Corepers sammanträden bereds av Anticigruppen för Coreper II och Mertensgruppen för Coreper I. Coreper strävar alltid efter att nå enighet i varje ärende, men om detta inte är möjligt utarbetar Coreper istället ett underlag så att rådet kan avgöra frågan. Ärendena delas in i A- och B-punkter beroende på hur förhandlingarna i Coreper utfaller. En A-punkt är ett ärende som företrädarna i Coreper har uppnått enighet kring och som därför inte kräver vidare förhandlingar i rådet. Sådana punkter kan antas av rådet utan diskussion och av vilken konstellation som helst oavsett politikområde. En B-punkt är ett ärende som företrädarna i Coreper inte har kunnat uppnå enighet kring och som därför kräver ytterligare förhandlingar i rådet. En sådan fråga förhandlas vidare i den rådskonstellation som ansvarar för ärendet och en överenskommelse kan då eventuellt nås. I annat fall fattar rådet beslut genom omröstning, vanligtvis med kvalificerad majoritet, vilket innebär att enskilda medlemsstater inte kan motsätta sig att ett beslut fattas.

### Omröstningsförfarande
Rådet kan fatta beslut så länge majoriteten av rådsmedlemmarna är närvarande. En rådsmedlem som inte kan delta på ett sammanträde kan företrädas av en annan rådsmedlem. En rådsmedlem kan dock inte företräda mer än en annan rådsmedlem. Omröstningar sker på initiativ av ordföranden, som i sin tur inleder omröstningsförfarandet på initiativ av en rådsmedlem eller av en ledamot av kommissionen, förutsatt att en majoritet av rådsmedlemmarna stöder detta. Rådet kan även fatta beslut genom ett skriftligt förfarande.
Rådet strävar alltid efter att fatta sina beslut med enhällighet. I vissa fall är detta dock inte möjligt på grund av att en eller flera medlemsstater inte accepterar ett visst förslag. Olika omröstningssystem används då beroende på vilken fråga som diskuteras. I enlighet med det ordinarie lagstiftningsförfarandet, som tillämpas på ungefär 80 procent av all lagstiftning, krävs så kallad kvalificerad majoritet för att rådet ska kunna fatta beslut. För att ett förslag ska antas med kvalificerad majoritet krävs stöd från minst 55 procent av rådsmedlemmarna (dock minst 15 rådsmedlemmar), vilka måste företräda medlemsstater som tillsammans omfattar minst 65 procent av unionens befolkning. Om förslaget antas på initiativ av någon annan än kommissionen, till exempel en grupp medlemsstater inom polissamarbete och straffrättsligt samarbete, krävs minst 72 procent av rådsmedlemmarna istället för 55 procent. En blockerande minoritet måste bestå av minst fyra rådsmedlemmar. Varje år fastställer rådet i sin arbetsordning varje medlemsstats folkmängd. När rådet fattar beslut på förslag av kommissionen krävs enhällighet, utom i vissa undantagsfall, för att ändra i förslaget.
När rådet beslutar om procedurfrågor krävs endast enkel majoritet, det vill säga en majoritet av rådsmedlemmarna. I vissa känsliga politiska frågor krävs enhällighet, det vill säga ingen rådsmedlem får motsätta sig förslaget för att det ska antas. Rådsmedlemmar kan dock fortfarande avstå från att rösta utan att blockera ett förslag.
En studie mellan 2009 och 2012 visade att det inte förekommer några bestående koalitioner mellan rådsmedlemmarna för att genomdriva beslut i rådet. De rådsmedlemmar som under denna period röstade emot majoriteten flest gånger när kvalificerad majoritet tillämpades var Storbritannien och Tyskland, medan Frankrike och Litauen under samma period röstade för alla förslag som antogs med kvalificerad majoritet. Av de 305 omröstningar som krävde kvalificerad majoritet, röstade rådsmedlemmarna i 65 procent av fallen med enhällighet, medan det i 35 procent av fallen förekom oenighet. En annan studie 2021 indikerade att det hade bildats mer ideologiskt grundade koalitioner i rådet till följd av Storbritanniens utträde ur Europeiska unionen. Enligt studien har regeringarnas positioner på vänster–höger-skalan och deras inställning till europeisk integration blivit allt viktigare faktorer för vilka andra regeringar de genomdriver beslut tillsammans med.

## Funktioner och befogenheter
Enligt fördraget om Europeiska unionen ska rådet lagstifta och utöva budgetfunktionen inom Europeiska unionen tillsammans med Europaparlamentet. Därutöver fastställer rådet unionens politik och fungerar samordnande i enlighet med de villkor som fastställs i unionens fördrag. Rådet fyller en viktig funktion vid utnämningen av ledamöter till vissa av unionens institutioner och organ, till exempel Europeiska kommissionen, Europeiska revisionsrätten, Europeiska ekonomiska och sociala kommittén samt Europeiska regionkommittén.

### Lagstiftningsförfarande

Ordinarie lagstiftningsförfarande

Rådets centrala funktion är att lagstifta tillsammans med Europaparlamentet, vilket de gör genom att anta lagstiftningsakter (förordningar, direktiv och beslut) i enlighet med ett lagstiftningsförfarande. Det finns två olika typer av lagstiftningsförfaranden: det ordinarie lagstiftningsförfarandet och särskilda lagstiftningsförfaranden. Vilket lagstiftningsförfarande som ska tillämpas avgörs av lagförslagets rättsliga grund i fördragen. Utöver bestämmelserna i fördragen kan parlamentet, rådet och kommissionen ingå interinstitutionella avtal som reglerar deras arbets- och funktionssätt.
I regel har Europeiska kommissionen ensamrätt att lägga fram lagförslag. Europaparlamentet och rådet kan dock uppmana kommissionen att lägga fram ett lagförslag. Så länge rådet inte har fattat något beslut har kommissionen möjlighet att ändra sitt förslag. När rådet beslutar på förslag av kommissionen krävs enhällighet för att rådet ska kunna ändra förslaget, utom när en förlikningskommitté har sammankallats eller när budgetförfarandet tillämpas. I vissa specifika undantagsfall kan ett lagförslag läggas fram på initiativ av en grupp medlemsstater eller Europaparlamentet, på rekommendation av Europeiska centralbanken eller på begäran av EU-domstolen eller Europeiska investeringsbanken. Inom polissamarbete och straffrättsligt samarbete kan lagstiftningsakter antas på initiativ av en fjärdedel av medlemsstaterna. Genom lagstiftningsakter kan Europaparlamentet och rådet dels delegera befogenheter till kommissionen, dels ge kommissionen genomförandebefogenheter när enhetliga villkor för genomförandet av en lagstiftningsakt krävs. Utöver kommissionen ansvarar medlemsstaterna för att lagstiftningsakterna genomförs genom att vidta alla nödvändiga nationella lagstiftningsåtgärder.
Det ordinarie lagstiftningsförfarandet består i att Europaparlamentet och rådet lagstiftar gemensamt. Detta förfarande kräver att både parlamentet och rådet godkänner ett lagförslag för att det ska antas. Båda institutionerna har också möjlighet att ändra i lagförslaget under lagstiftningsprocessen. I regel fattar Europaparlamentet beslut med enkel majoritet, medan rådet fattar beslut med kvalificerad majoritet. Lagstiftningsakter som antas i enlighet med det ordinarie lagstiftningsförfarandet undertecknas av Europaparlamentets talman och rådets ordförande innan de offentliggörs i Europeiska unionens officiella tidning.
Ett särskilt lagstiftningsförfarande består i att Europaparlamentet med medverkan av rådet, eller rådet med medverkan av Europaparlamentet, lagstiftar. I regel fattar Europaparlamentet beslut med enkel majoritet, medan rådet fattar beslut med enhällighet. Det finns tre olika typer av särskilda lagstiftningsförfaranden: samrådsförfarande, godkännandeförfarande och budgetförfarande. Samrådsförfarande innebär att rådet lagstiftar efter samråd med parlamentet, medan godkännandeförfarande innebär att Europaparlamentet eller rådet lagstiftar efter godkännande av den andra lagstiftande institutionen. Lagstiftningsakter som antas i enlighet med ett särskilt lagstiftningsförfarande undertecknas av ordföranden för den institution som har antagit dem innan de offentliggörs i Europeiska unionens officiella tidning.

#### Budgetförfarande
Utöver lagstiftning fastställer rådet också unionens budget tillsammans med Europaparlamentet i enlighet med ett särskilt lagstiftningsförfarande. Budgeten måste vara förenlig med de årliga utgiftsbegränsningar som är satta i den fleråriga budgetramen. Europeiska kommissionen lägger fram ett förslag till budget baserat på institutionernas prognostiserade utgifter. Rådet behandlar budgeten först och antar sin ståndpunkt, som översänds till Europaparlamentet. Om Europaparlamentet inom 42 dagar godkänner rådets ståndpunkt eller avstår från att fatta något beslut, är budgeten antagen. I annat fall ska Europaparlamentet, efter beslut med absolut majoritet, översända sin ståndpunkt till rådet. I så fall ska en förlikningskommitté bestående av företrädare för parlamentet och rådet sammankallas för att nå en överenskommelse. Om en överenskommelse inte kan nås måste kommissionen lägga fram ett nytt förslag till budget. Kontinuerliga sammanträden äger rum mellan Europaparlamentets talman och rådets och kommissionens ordförande kring budgetförfarandet. Mot bakgrund av rapporter från Europeiska revisionsrätten är det också rådet som rekommenderar Europaparlamentet att bevilja kommissionen ansvarsfrihet.

### Yttre åtgärder och ratificeringsförfarande
Europeiska unionens gemensamma utrikes- och säkerhetspolitik fastställs och genomförs av rådet tillsammans med Europeiska rådet. Med undantag för vissa fall antas bestämmelser inom dessa områden med enhällighet. Mot bakgrund av de allmänna och strategiska riktlinjer som Europeiska rådet fastställer, utformar rådet den gemensamma utrikes- och säkerhetspolitiken. Genomförandet av denna politik sker genom den höga representanten för utrikes frågor och säkerhetspolitik och medlemsstaterna. Varje medlemsstat samt den höga representanten får lägga fram initiativ respektive förslag till rådet inom frågor som rör den gemensamma utrikes- och säkerhetspolitiken. Medlemsstaterna har förbundit sig att samråda med varandra antingen i Europeiska rådet eller i rådet om alla utrikes- och säkerhetspolitiska frågor som är av allmänt intresse med syfte att utarbeta en gemensam inställning inom unionen. På förslag av den höga representanten kan rådet utse särskilda representanter för specifika politiska frågor. Dessa särskilda representanter är underställda den höga representanten.
Utöver bestämmelserna om den gemensamma utrikes- och säkerhetspolitiken fyller rådet en viktig funktion när unionen ingår internationella avtal med tredjeländer eller internationella organisationer. Ratificeringsförfarandet inleds med att rådet bemyndigar kommissionen eller den höga representanten att inleda förhandlingar. Rådet kan ge förhandlaren ett direktiv samt utse en särskild kommitté, som förhandlaren måste samråda med under förhandlingarna. På förslag av förhandlaren antar rådet därefter ett beslut om bemyndigande att underteckna det framförhandlade avtalet. Slutligen är det rådet som beslutar om avtalet ska ratificeras. Med undantag för den gemensamma utrikes- och säkerhetspolitiken, kan detta ske först efter godkännande av Europaparlamentet eller efter samråd med Europaparlamentet.

### Funktioner relaterade till andra institutioner
Rådet upprätthåller ett nära samarbete med unionens övriga institutioner, inte minst Europaparlamentet, Europeiska rådet och Europeiska kommissionen, som samtliga utövar funktioner som är sammankopplade med rådet. När en ny kommission ska utses, är det rådet som, tillsammans med kommissionsordföranden, utarbetar förslaget till ledamöter. Hela förslaget måste därefter godkännas av Europaparlamentet. Därutöver utser rådet ledamöterna av Europeiska revisionsrätten efter samråd med Europaparlamentet och på förslag av varje medlemsstat. På förslag av kommissionen utser rådet även ledamöterna i Europeiska ekonomiska och sociala kommittén och Europeiska regionkommittén.
Därutöver fungerar Europeiska rådet som en instans dit Europeiska unionens råd kan hänskjuta frågor av känslig karaktär vid beslut med kvalificerad majoritet inom den gemensamma utrikes- och säkerhetspolitiken, samt vid lagstiftning inom den sociala trygghetens område, straffrättsligt samarbete, inrättandet av en europeisk åklagarmyndighet, och polissamarbete. När ett lagstiftningsärende hänskjuts till Europeiska rådet avbryts lagstiftningsförfarandet och Europeiska rådet har normalt fyra månader på sig att lösa frågan. Europeiska rådet kan därefter välja att återsända förslaget så att Europeiska unionens råd kan återuppta lagstiftningsförfarandet.
Europeiska rådet kan också med enhällighet, efter godkännande av Europaparlamentet med absolut majoritet, ändra omröstningsförfarandet i Europeiska unionens råd från enhällighet till kvalificerad majoritet, utom för beslut om upptagande av nya medlemsstater och beslut med militära eller försvarsmässiga konsekvenser. På samma sätt kan Europeiska rådet ersätta ett särskilt lagstiftningsförfarande med rådet som ensam lagstiftare inom ett visst politikområde med det ordinarie lagstiftningsförfarandet. Dessa bestämmelser får dock inte tillämpas på artikel 7-förfaranden, systemet för egna medel, fleråriga budgetramen eller den allmänna rättsliga grunden i artikel 352 i fördraget om Europeiska unionens funktionssätt. Europeiska rådets beslut måste översändas till de nationella parlamenten, och kan inte träda i kraft om ett nationellt parlament invänder mot beslutet inom sex månader. Inom den gemensamma utrikes- och säkerhetspolitiken, med undantag för beslut med militära eller försvarsmässiga konsekvenser, och den fleråriga budgetramen kan dock Europeiska rådet besluta att rådet ska ersätta enhällighet med kvalificerad majoritet utan att varken behöva godkännande av Europaparlamentet eller översända detta beslut till de nationella parlamenten.

## Säte och administration

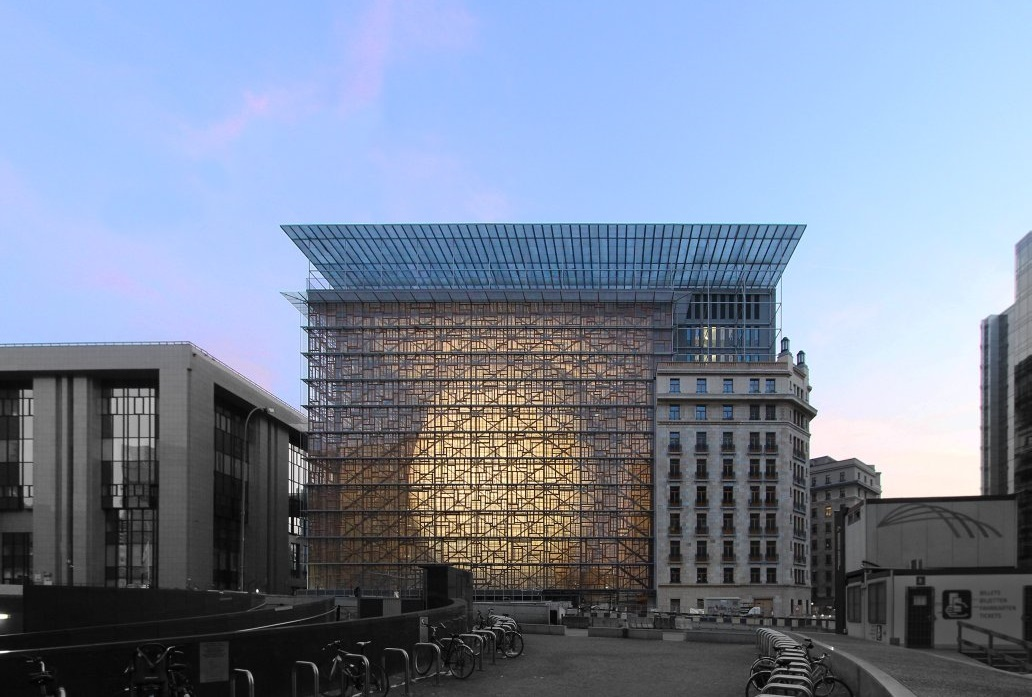
Europabyggnaden där sammanträdena hålls sedan början av 2017.

Rådet har sitt säte i Bryssel, Belgien, men sammanträder i Luxemburg under april, juni och oktober. I undantagsfall kan rådet eller Ständiga representanternas kommitté besluta med enhällighet att rådet ska sammanträda på annan ort. I likhet med övriga institutioner, var frågan om var rådets säte skulle förläggas känslig. Därför fastställdes inga definitiva bestämmelser förrän under 1990-talet. 1965 nåddes dock en överenskommelse mellan medlemsstaternas företrädare som innebar att det nya enhetliga rådet efter fusionsfördraget skulle ha sitt säte i Bryssel, men sammanträda i Luxemburg under april, juni och oktober. 1971 flyttade rådet och dess generalsekretariat in i Charlemagnebyggnaden, som låg i anslutning till kommissionens säte i Berlaymontbyggnaden. På grund av begränsad plats tvingades emellertid rådet att flytta till nya lokaler.
1995 flyttade rådet på nytt; denna gång till Justus Lipsius-byggnaden som också ligger i anslutning till Berlaymontbyggnaden. På grund av sin utökade personalstyrka behöll dock rådet flera andra byggnader. Rådet delar delvis lokaler med Europeiska rådet, till exempel Justus Lipsius-byggnaden och Europabyggnaden. Rådssammanträdena hålls i den sistnämnda byggnaden sedan början av 2017. Rådet har i ett fåtal fall också sammanträtt på andra orter än Bryssel och Luxemburg, till exempel i Strasbourg. 1974 sammanträdde rådet utanför gemenskapernas gränser; i Tokyo, Japan, och Washington, USA, medan förhandlingar om handels- och energifrågor pågick. Enligt rådets arbetsordning kan ett sammanträde äga rum på annan ort än Bryssel och Luxemburg endast vid extraordinära situationer. Den 8 mars 2010 hölls rådets tretusende sammanträde, och den 16 januari 2024 hölls det fyratusende sammanträdet. Årligen hålls totalt cirka 4 000 möten i rådets olika arbetsgrupper.

### Språkanvändning
Europeiska unionens råd använder sig, i likhet med unionens övriga institutioner, av unionens officiella språk. Utöver dessa språk kan unionsmedborgare också använda sig av baskiska, galiciska och katalanska i sin kontakt med rådet. Varje unionsmedborgare har rätt att både skriva till rådet på något av dessa språk och få svar på samma språk.
Vid förhandlingar i rådet kan varje rådsmedlem tala på sitt eget språk. Med hjälp av tolkar sker simultanöversättning till de andra språken, så att förhandlingarna kan fortlöpa smidigt. Alla handlingar som rådet antar avfattas på samtliga officiella språk och har samma rättsliga värde.

### Öppenhet och tillgång till handlingar
I enlighet med fördraget om Europeiska unionen ska unionens institutioner, organ och byråer utföra sitt arbete så öppet som möjligt och dess handlingar ska vara tillgängliga för alla unionsmedborgare samt alla fysiska eller juridiska personer som är bosatta eller har sitt säte inom unionen. På grund av de känsliga förhandlingar som pågår mellan medlemsstaternas företrädare, har rådet präglats av slutna sammanträden sedan sitt bildande. Fram till den 1 december 2009 offentliggjordes endast mötesprotokoll och röstresultat från sammanträdena. När Lissabonfördraget trädde i kraft blev rådet dock tvunget att dela upp sina sammanträden i två delar: en som behandlar överläggningar kring lagförslag och en som behandlar övriga ärenden. Rådets sammanträden måste när det utövar sin lagstiftningsfunktion, både vid överläggningar och vid omröstningar, vara offentliga. Numera sänds därför dessa delar av rådets sammanträden direkt via rådets officiella webbplats. En unionsmedborgare har också rätt att få ta del av rådets handlingar, varav de flesta finns tillgängliga via rådets offentliga register. Tillgången till rådets handlingar regleras, i likhet med tillgången till Europaparlamentets och kommissionens handlingar, av offentlighetsförordningen. Alla lagstiftningsakter samt de flesta andra handlingar antagna av rådet offentliggörs i Europeiska unionens officiella tidning.